# Garamantis
Garamantis ist in der römischen Mythologie eine libysche Nymphe. Sie wurde von Zeus-Amun entführt, vergewaltigt und geschwängert. Sie gebar den späteren König und Rivalen von Aeneas, Jarbas.
Quellen
- Vergil Aeneis 4,198
- Maurus Servius Honoratius Commentarius in Vergilii Aeneida ad 4,198

Sekundärliteratur
- Hermann Steuding: Garamantis nympha. In: Wilhelm Heinrich Roscher (Hrsg.): Ausführliches Lexikon der griechischen und römischen Mythologie. Band 1,2, Leipzig 1890, Sp. 1603 (Digitalisat).